# Brendan Malone
Brendan Malone foi um treinador de basquete profissional. Ele foi nomeado treinador principal do Toronto Raptors na temporada 1995-96, enquanto ainda era considerado um time de expansão. Assumiu o cargo por recomendação do gerente geral Isiah Thomas. Malone já foi assistente técnico nos times Indiana Pacers, New York Knicks, Detroit Pistons e consultor no Seattle SuperSonics. Também foi treinador interino do Cleveland Cavaliers na temporada 2004-05.
Em 3 de julho de 2007, Malone foi anunciado como um dos quatro novos assistentes do técnico Stan Van Gundy no Orlando Magic.

## Carreira
| Time         | Ano          | Temporada regular | Temporada regular | Temporada regular | Temporada regular     | Playoffs | Playoffs | Playoffs | Playoffs  |
| Time         | Ano          | V                 | D                 | %                 | Colocação             | V        | D        | %        | Resultado |
| ------------ | ------------ | ----------------- | ----------------- | ----------------- | --------------------- | -------- | -------- | -------- | --------- |
| TOR          | 1995-96      | 21                | 61                | 25.6              | 8º na Divisão Central |          |          |          |           |
| CLE          | 2004-2005    | 8                 | 10                | 44.4              | 4º na Divisão Central |          |          |          |           |
| 2 temporadas | 2 temporadas | 29                | 71                | 29.0              | -                     | -        | -        | -        | -         |